# Christian Bach (Regisseur)
Christian Ulrich Bach (* 1. Juli 1977 in Düsseldorf) ist ein deutscher Filmregisseur und Drehbuchautor.

## Leben
Christian Bach begann  im Alter von 13 Jahren erste Filme auf Video 8 zu drehen. Nach einem Schul-Austauschjahr in den USA machte er 1997 sein Abitur in Mettmann. Ein Studium der Literatur-, Medien- und Geschichtswissenschaften in Marburg brach er nach zwei Semestern ab, um das European Film College in Dänemark zu besuchen. Danach sammelte Bach Erfahrungen als Schnitt- und Produktions-Assistent sowie als Drehbuchlektor in Köln.
Von 2001 bis 2009 studierte Bach Spielfilmregie an der Hochschule für Fernsehen und Film München und war im Anschluss Stipendiat der 21. Drehbuchwerkstatt München. Während des Studiums arbeitete Bach als medizinischer Assistance-Koordinator. Danach war er zwischenzeitlich als künstlerischer Mitarbeiter, Drehbuch-Berater und Regie-Dozent an der HFF München tätig.
Bach lebt als freier Filmregisseur und Drehbuchautor in München.

## Filmschaffen
Bachs Kurzfilme aus seiner Zeit an der HFF München wurden mehrfach ausgezeichnet und liefen auf  nationalen und internationalen Filmfestivals, u. a. wurden seine Studentenfilme durchgängig für den Max-Ophüls-Preis nominiert.
Auch Christian Bachs Debütfilm Hirngespinster lief  auf nationalen und internationalen Filmfestivals und kam 2014 in die deutschen Kinos. Der Film wurde bei seiner TV-Erstausstrahlung in der ARD von 3 Millionen Zuschauern gesehen und anschließend für den Grimme-Preis nominiert. Die Hauptdarsteller Tobias Moretti und Jonas Nay erhielten für Hirngespinster den Bayerischen Filmpreis.
Christian Bach schrieb und inszenierte im Anschluss den Fernsehfilm Polizeiruf 110: Heimatliebe, der sowohl Zuschauer als auch Kritiker überzeugen konnte.
Bachs zweiter Polizeiruf Monstermutter stieß ebenfalls auf überwiegend positive Kritiken und war mit über 10 Millionen Zuschauern der erfolgreichste Film dieser Reihe seit 1976.

## Filmografie (Auswahl)
- 2002: Ein öffentliches Ärgernis (Kurzfilm)
- 2004: Hitzschlag (Kurzfilm)
- 2009: Hinter den Dünen (Mittellanger Spielfilm)
- 2014: Hirngespinster (Buch und Regie)
- 2019: Polizeiruf 110: Heimatliebe (Buch und Regie)
- 2021: Polizeiruf 110: Monstermutter (Buch und Regie)